# Селва дел Туркезе (Лече)
Селва дел Туркезе (итал. Selva del Turchese) је насеље у Италији у округу Лече, региону Апулија.
Према процени из 2011. у насељу је живело 12 становника. Насеље се налази на надморској висини од 43 м.